# Geographischer Raum
Geographischer Raum nennt man das jeweilige Untersuchungsgebiet der Geographie als allgemeine Chorologie der Landschaftssphäre. Der Raum ist das Grundelement geographischer Betrachtung, der das Untergebiet der Raumforschung und Regionalgeographie als modernes, raumbezogenes Konzept der Geowissenschaften auszeichnet.

## Raumkonzepte
In den Geowissenschaften gibt es verschiedene konkurrierende Raumkonzepte, die sich nach diesem Schema unterscheiden lassen:
- Vulgärmaterialistisches Raumkonzept (absoluter Raum) der traditionellen und chorologischen Geographie, die Einheit von geographischem und physikalischem Raum, bzw. Naives Raumkonzept der Geographie, Raum als Flächenelement der Erdoberfläche[1]
- Idealistisches Raumkonzept (nach George Berkeley, Immanuel Kant); in der Geographie z. B. Handlungsraum nach Benno Werlen
- Historisch-materialistische Konzeption von Raum: Raum als räumliche Praxis (nach Henri Lefebvre, weiterentwickelt durch den Geographen David Harvey)

## Spezifizierung von Raum
Raum ist das primäre Medium und zentrale Modellierelement der Raumplanung (als Raumfunktionen und Raumnutzung einer wirtschaftlich-rechtlichen geographischen Gebietseinheit) sowie Landschaftsplanung und Stadtplanung (als Freiraum und bebauter Raum) an der Schnittstelle zwischen Geographie und Politik. Insbesondere in der Humangeographie wird geographischer auch sozialer Raum.
Im Kontext der physischen Geographie und Ökologie ist geographischer Raum Naturraum. (Analog steht „Region“ als beliebige Raumeinheit einer bestimmten Maßstabsebene zu Landschaft als naturräumlicher Einheit oder Zone (etwa geozonale Konzepte) als abgrenzbare Raumeinheit nach bestimmten Merkmalen.)
Die Humangeographen beschreiben den Raum durch absolute, relative und kognitive Angaben. Ihre gängigste Betrachtungsweise sieht den Raum als Behälter (Container), der durch rechtwinklige Koordinaten definiert ist und sich mittels absoluter Entfernungsangaben (Meter, Kilometer usw.) beschreiben lässt. In diesem Zusammenhang definieren sie Raum als sozioökonomischen (Erfahrungsraum, Erlebnisraum), topologischen (Konnektivität) und kognitiven (verhaltenstheoretischer Kontext) Raum. Geomorphologen betrachten den Raum stets in Zusammenhang mit der Zeit. Zu den grundlegenden Betrachtungsweisen der Geowissenschaften gehören Raum und Zeit. Sie betrachten Raumbezüge nur in Verbindung mit zeitlichen Dimensionen, so dass man von „Pico-, Nano-, Mikro-, Meso-, Makro- und Megaformen“ sprechen kann.
Daneben spielt der Begriff auch in der Geoinformatik eine Rolle, wo Geodaten zu einem geographischen Objekt – dann als Geoobjekt – innerhalb eines Raumbezugs abgebildet werden müssen (Georeferenzierung). Während die Verortung von Dateneinheiten relativ einfach handhabbar ist, ist die Abbildung komplexer Raumkonzepte und die zeitliche Komponente mit großen Problemen verbunden.